# مكاك
المَكّاك (الاسم العلمي: Macaca) أحد أجناس فَصيلة سعادين العالم القديم  التي تنتمي إلى فُصيلة الهجارس (الاسم العلمي: Cercopithecinae).

## الوصف
لا تنتمي قردة المكاك لجنس القردة العليا (الهومو)، وإنما هي إحدى أنواع قردة العالم القديم
حيث ينتشر هذا النوع من القردة في الأراضي الممتدة من اليابان إلى أفغانستان، أما في حالة المكّاك البربري يمتد انتشاره إلى شمال إفريقيا. وقد تم التعرف على اثنين وعشرين نوعًا من المكّاك، من بينهم بعض القِردة المعروفة بشكل جيد لدى العامة، ومنها:
- المكّاك الريسوسي _ Macaca mulatta
- المكّاك البربري _ M. sylvanus، وهي مجموعة تعيش على صخرة جبل طارق.

وعلى الرغم من وجود أنواع عديدة لا تمتلك ذيلٍ، وبالتالي تشير أسماؤهم الشائعة إلى كونهم قِردة (بالإنجليزية: ape)‏ (ape: لفظ عام يطلق على مجموعة الحيوانات التي تنتمي إلى رتبة الرئيسيات)، إلا أن قردة المكاك تعتبر من أكثر أنواع قردة العالم القديم شبها بالقردة.
وعند بعض الأنواع، تتصل ثنايا الجلد بثنايا أخرى عن طريق إصبع القدم الخامس فتصل تقريبًا إلى أول مِفصَل في مشط القدم.

### السلوك الاجتماعي
يتسم المكّاك بتسلسل وبناء اجتماعي غاية في التعقيد. فإذا قام مكّاك من طبقةٍ أدنى في السلسلة الاجتماعية، بأكل ثمار التوت دون أن يترك شيئًا لمكّاك من الطبقة الأعلى، يكون بإمكان المكاك الأعلى اجتماعيًا، أن يُزيل ثمار التوت من فم القرد الآخر.

## الاستخدام الآدمي
ويكثُر استخدام أنواع عديدة من المكّاك ضمن حيوانات التجارب، وبصفةٍ خاصة في حقل العلوم العصبية الخاصة بحاسة البصر وجهاز الرؤية.
وتتصف تقريبًا كل أنواع المكّاك الأليفة والتي يمكن اقتناؤها، أي بنسبة تصل إلى حوالي (73-100%)، بكونها تتفاعل مع فايروس هربس بي دون أن تبدي أي أعراض فتسمى هذه الظاهرة بالصمت السريري حيث يُعد هذا الفيروس غير ضار بالنسبةِ إلى حيوان المكّاك، ولكن إصابة البشر به قد تكون مميتة (رغم ندرة حدوث هذا) مما يجعل اقتناء المكّاك كحيوانٍ منزلي أمرًا بالغ الخطورة.
أظهرت دراسة بجامعة تورنتو عام 2005 أن أنواع المكّاك التي تتصرف بطريقةٍ متحضرة تحمِل هي الأخرى فيروسًا يدعى (بالفيروس الرغوي القردي) مبديةً اقتراحًا باحتمالية تورط المكّاك في نقل أمراض مشتركة (حيوانية المنشأ) إلى الإنسان تسببها فيروسات مماثلة للفيروسات القهقرية.

## الأنواع
- مجموعة سيلفانوس M. sylvanus

| الاسم          | بالإنجليزية     | الاسم العلمي |
| -------------- | --------------- | ------------ |
| المكّاك البربري | Barbary macaque | M. sylvanus  |

- مجموعة M. nemestrina

| الاسم                               | بالإنجليزية                 | الاسم العلمي         |
| ----------------------------------- | --------------------------- | -------------------- |
| مكاك ذيل الأسد                      | Lion-tailed macaque         | M. silenus           |
| مكاك ذيل الخنزير الجنوبي أو البيروك | Southern pig-tailed macaque | beruk، M. nemestrina |
| مكاك ذيل الخنزير الشمالي            | Northern pig-tailed macaque | M. leonina           |
| مكاك باجيه                          | Pagai Island macaque        | M. pagensis          |
| مكاك سيبروت                         | Siberut macaque             | M. siberu            |
| مكاك مور                            | Moor macaque                | M. maura             |
| مكاك مدرع الساق                     | Booted macaque              | M. ochreata          |
| مكاك تونكيني                        | Tonkean macaque             | M. tonkeana          |
| مكاك هيكي                           | Heck's macaque,             | M. hecki             |
| مكاك مسود                           | Gorontalo macaque           | Macaca nigriscens    |
| مكاك أسود                           | Celebes crested macaque     | M. nigra             |

- مجموعة M. fascicularis

| الاسم           | بالإنجليزية          | الاسم العلمي    |
| --------------- | -------------------- | --------------- |
| مكاك طويل الذيل | Crab-eating macaque, | M. fascicularis |
| مكاك دبي        | Stump-tailed macaque | M. arctoides    |

- مجموعة M. mulatta

| الاسم        | بالإنجليزية           | الاسم العلمي |
| ------------ | --------------------- | ------------ |
| مكاك ريسوسي  | Rhesus macaque        | M. mulatta   |
| مكاك تايواني | Formosan rock macaque | M. cyclopis  |
| مكاك ياباني  | Japanese macaque      | M. fuscata   |

- مجموعة M. sinica

| الاسم         | بالإنجليزية           | الاسم العلمي  |
| ------------- | --------------------- | ------------- |
| مكاك قلنسوي   | Toque macaque         | M. sinica     |
| مكاك مقلنس    | Bonnet macaque        | M. radiata    |
| مكاك أسامي    | Assam macaque         | M. assamensis |
| مكاك تبيتي    | Tibetan macaque       | M. thibetana  |
| مكاك أروناشال | White-cheeked macaque | M. munzala    |

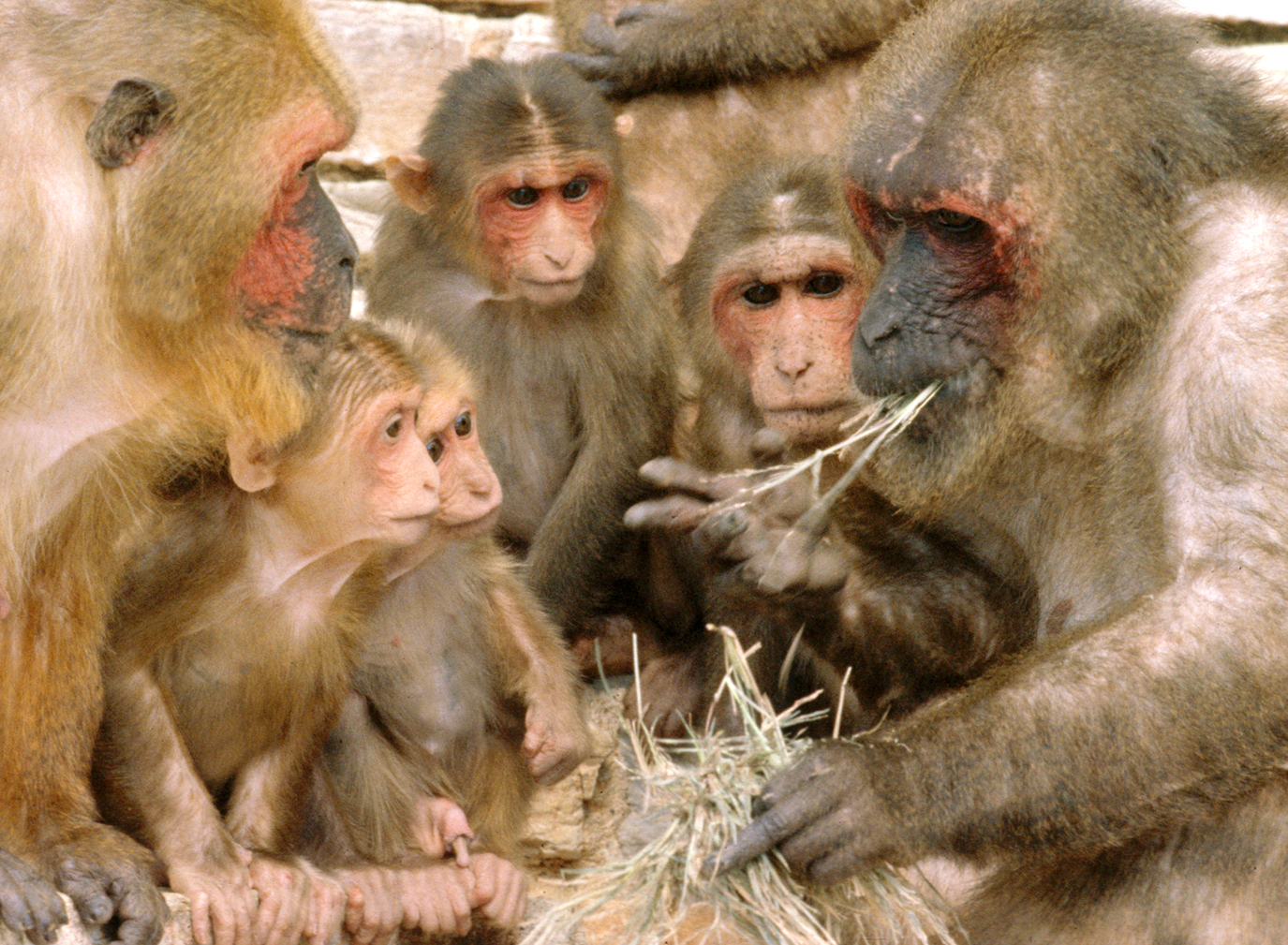
المكّاك ذو الذيل القصير والبدين (Macaca arctoides)

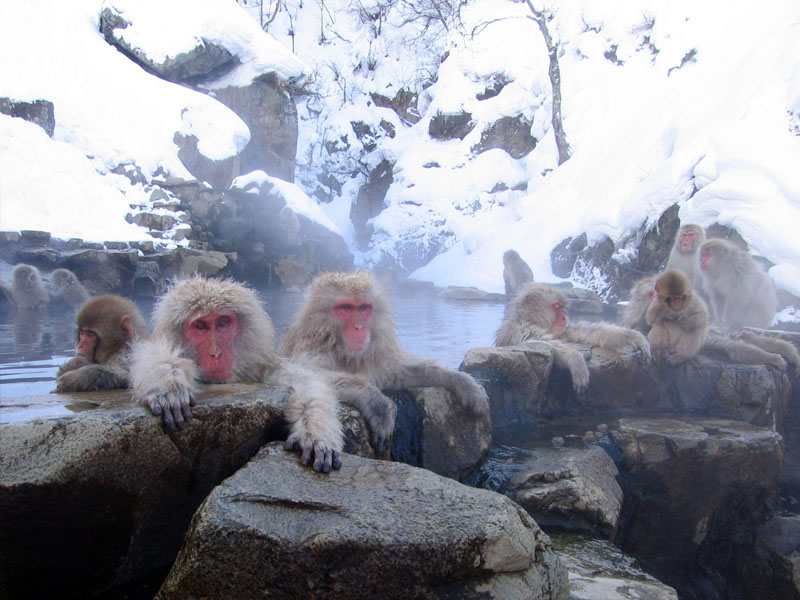
المكّاك الياباني (M. fuscata)

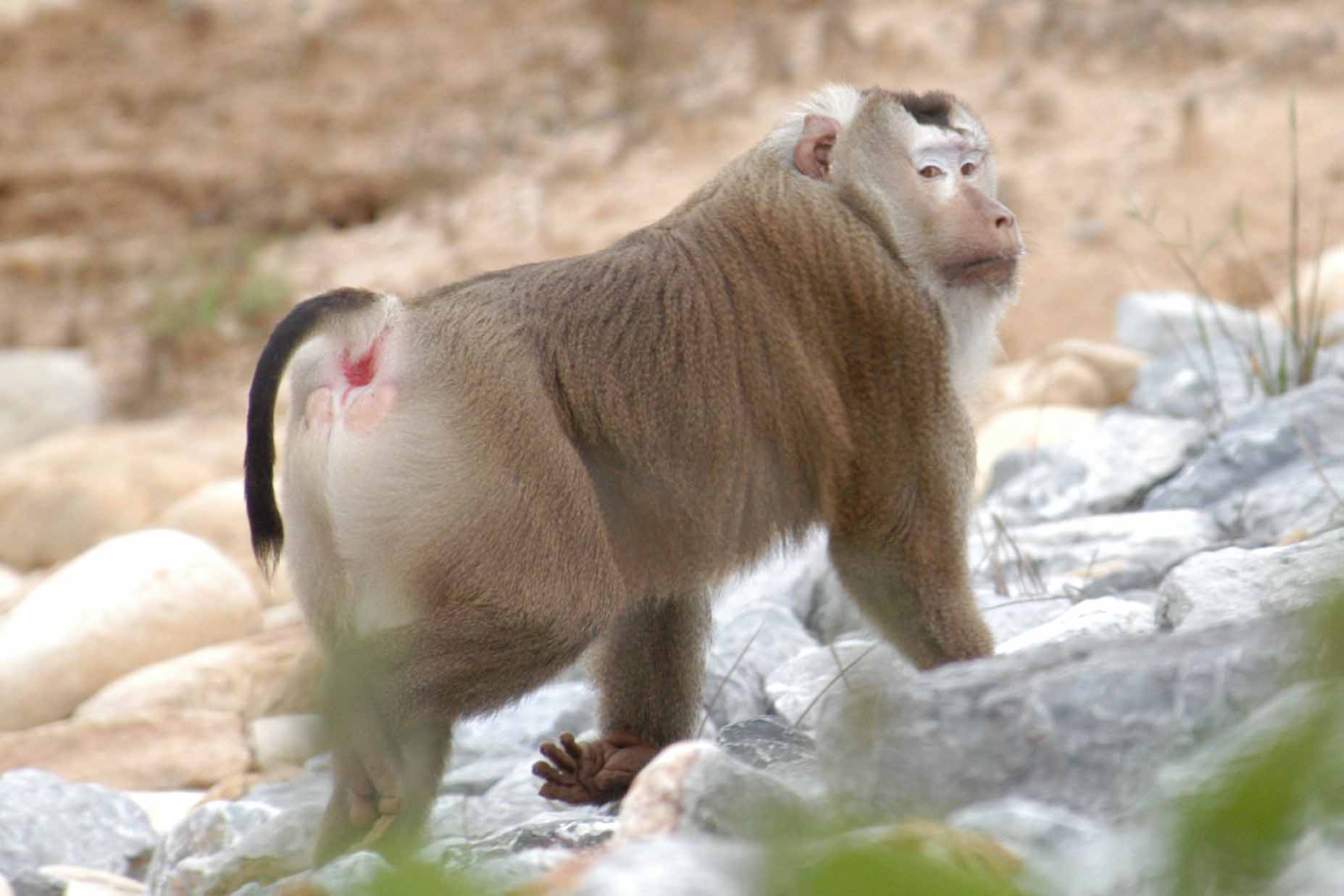
مكّاك ذو ذيل يشبه ذيل الخنزير (M. nemestrina)

الأنواع التي عاشت في عصور ما قبل التاريخ (أحافير):
- مكاك عصر البليستوسين [الإنجليزية]  في الصين (الاسم العلمي:Macaca anderssoni)

Schlosser، 1924
- مكاك عصر الهولوسين [الإنجليزية] (الاسم العلمي:M. jiangchuanensis)

 Pan et al.، 1992
- مكاك عصر الميوسين [الإنجليزية] (الاسم العلمي:M. libyca)

Stromer، 1920
- مكاك عصر البليستوسين [الإنجليزية] (الاسم العلمي:M. majori) في سردينيا-إيطاليا

Schaub & Azzaroli in Comaschi Caria، 1969 (أحيانًا ما تكون ضمن مجموعة M. sylvanus)

## وصلات خارجية
- Macaque Monkey Brain Atlas
- Primate Info Net Macaca Factsheets